# جورج نصر
جورج نصر (15 يونيو 1927 - 23 يناير 2019) هو مخرج سينمائي لبناني. يعتبر رائد السينما اللبنانية وأول من وضعها على خريطة السينما العالمية، من خلال فيلم «إلى أين»، الذي كان أول فيلم لبناني يشارك في مهرجان كان الدولي سنة 1957.

## حياته
جورج نصر من مواليد 15 يونيو 1927 بمدينة طرابلس في الشمال اللبناني. وانتقل إلى الولايات المتحدة الأمريكية حيث درس الإخراج السينمائي. تخرج في عام 1954 ثم عاد إلى لبنان. أخرج فيلمه الأول عام 1956(إلى أين)، وشارك به في مهرجان كان السينمائي كأول فيلم لبناني يعرض في المهرجان. تناول جورج في الفيلم حياة المغتربين اللبنانيين في الولايات المتحدة والبرازيل.

## وفاته
توفي جورج نصر في 23 يناير 2019 عن عمر ناهز الـ 92 عام.

## الأفلام
- إلى أين 1956
- الغريب الصغير 1962
- المطلوب رجل واحد 1973[8]

## جوائز وتكريمات
- تكريم المسرح الوطني اللبناني عام 2019 عبر إقامة أسبوع للأفلام، وعرض أفلامه للعامة.
- تكريم مهرجان صور السينمائي الدولي عام 2015.[6]

## روابط خارجية
- جورج نصر على موقع IMDb (الإنجليزية)
- جورج نصر على موقع ألو سيني (الفرنسية)
- جورج نصر على موقع قاعدة بيانات الفيلم (الإنجليزية)